# گابریل پوپسکو
گابریل پوپسکو (؛ زادهٔ ۲۵ دسامبر ۱۹۷۳) یک بازیکن فوتبال اهل رومانی است. وی همچنین در تیم ملی فوتبال رومانی بازی کرده است.